# Escudo del Ejército Bolivariano de Venezuela

Escudo de armas del Ejército Nacional Bolivariano

El escudo del Ejército Bolivariano de Venezuela son las armas del Armas del Ejército Bolivariano adoptado el 28 de mayo de 1974 por orden del para entonces comandante general del Ejército, general de Brigada Manuel Bereciartu Partidas, quien por disposición del 20 de junio de 1974, anula el primer escudo del Ejército y pone en vigencia el escudo que actualmente identifica al Ejército Forjador de Libertades.

## Historia
El primer Escudo del Ejército Bolivariano nace a raíz de la creación de la Comandancia de las Fuerzas Terrestres, activada según Resolución Nº 355 del Ministerio de la Defensa, de fecha 24 de junio de 1954. Este escudo primogénito, símbolo de pertenencia e identificación del Ejército, fue creado y diseñado por el Coronel Juan José Aquerrevere, a solicitud de la superioridad y su descripción heráldica es la siguiente:
1. Campo de plata con cinco escudetes en aspa: primero de oro: dos fusiles de oro posados en aspa, que es de INFANTERÍA segundo de gules: dos cañones de oro también posados en aspa, que es de ARTILLERÍA; tercero de sinople: una torre de oro aclarado de sable por una puerta y dos almenas, que es INGENIERÍA; cuarto azur: dos sables de oro en aspa, que es de CABALLERÍA; quinto de marrón: un carro de combate de oro, que es de BLINDADO.
2. Al timbre yelmo de plata celada de Vizconde cimado de penacho oro y gules; rodeado de lambrequines de sinople; su divisa de sable sobre cinta listada iguales de oro, azur y gules: CONSTANCIA - 24 DE JUNIO DE 1954 - TRABAJO"
Años más tarde, en Cuenta Nº 52-01-306/12 del 27 de noviembre de 1973, el Jefe de la Sección de Operaciones del Estado Mayor General del Ejército, General de Brigada Bernardo Rigores, presentó un estudio sobre la coveniencia de modificar dicho escudo con respecto al cambio de fecha "24 DE JUNIO DE 1954" por la de "5 DE JULIO DE 1811" además de otras correcciones de carácter heráldico.
Posteriormente, el General de Brigada Camilio Vethencourt Rojas, Jefe del Estado Mayor General del Ejército, solicitó al Coronel Luis Valero Martínez, para ese momento Jefe del Negociado de Historia y Arte Militar, que emitiera su opinión al respecto. El 14 de mayo de 1974 el referido oficial procedió a presentar el estudio correspondiente, el cual arrojó las siguientes consideraciones:
1. "No tiene espíritu sobre la significación, simbolismo y tradición propia o nacionalista."
2. En casi su totalidad es igual al Escudo del Ejército de Colombia, por ser este último más antiguo da la idea de plagio.
Tiene varios errores de heráldica que van en contra de las leyes de esta materia (los lambrequines no tienen los colores del campo y figuras del escudo; algunas figuras no están colocadas en orden de precedencia)
3. Tiene figuras de la nobleza de la monarquía europea que no deben por ningún motivo figurar en el escudo de una República (Yelmo y Lambrequines).
4. La fecha que figura en la divisa, no corresponde a la creación o nacimiento del Ejército".
De esta manera el 28 de mayo de 1974, mediante la Nota Informativa Nº 52-05-420-007, fue aprobado el actual escudo del Ejército, por orden del para entonces comandante general del Ejército, general de Brigada Manuel Bereciartu Partidas, quien por disposición del 20 de junio de 1974, anula el primer escudo del Ejército y pone en vigencia el escudo que actualmente identifica al Ejército Forjador de Libertades.

## Heráldica

### Blasonado del Escudo
Armas del Ejército de Venezuela: Vencedor en Boyacá, Carabobo, Pichincha, Puerto Cabello, Junín, Ayacucho y El Callao; libertador de Venezuela, Colombia, Ecuador, Perú y Bolivia; forjador de la Gran Colombia y Guardián de la Soberanía de la República de Venezuela.
Trae rodela blocada de plata, que es de Blindados, con armas de diferentes esmaltes en aspa tras la rodela: de Ingeniería una torre de Ingenieros, de Infantería un fusil con bayoneta calada, de Artillería un cañón de Caballería una lanza y un gonfalón de oro, azur y gules que es de Venezuela; el todo rodeado de cinta azur, gules y azur con lema en sable:
"BOYACA, CARABOBO, PICHINCHA, PUERTO CABELLO, JUNIN, AYACUCHO, ELCALLAO". 

#### Figuras
1. La rodela blocada de plata, representa la coraza de los Blindados. Esta rodela fue utilizada por los indios Caribes, que llamaron "MONOBOKUAUNA".
2. La torre de oro es el emblema de los Ingenieros militares y simboliza: la generosidad, la constancia y la magnanimidad de los servidores a la Patria y sus superiores.
3. El fusil con bayoneta calada en sus colores naturales y el cañón de oro representan a la Infantería, a la artillería, respectivamente; simbolizan: las acciones guerreras y heroicidades fogosas y espontáneas.
4. La lanza con sus colores naturales, por Decreto del Libertador, representa a la Caballería y simboliza: la fortaleza y la prudencia.
5. El gonfalón de amarillo,azul y rojo representa la Bandera Nacional e identifica a la nación como país soberano; simboliza: el poder y la nobleza al recordar nuestra patria.

#### Timbres
1. La cinta azul y rojo representa los colores de los uniformes que utilizaron nuestros Patriotas. Significan: el azul: la justicia, la nobleza, la perseverancia, la vigilancia y la lealtad; y el rojo la caridad, la magnanimidad, el honor, el valor, la victoria, el furor, la valentía, la generosidad y el vencimiento con sangre.
2. El lema de sable "BOYACA, CARABOBO, PICHINCHA, PUERTO CABELLO, JUNIN, AYACUCHO, EL CALLAO", representa las principales batallas ganadas por el Ejército de Venezuela en la gesta Magna de la Independencia. Simboliza: la fama y las victorias conquistadas por el Ejército.